# ماساتو هارادا
ماساتو هارادا (انگلیسی: Masato Harada؛ زادهٔ ۳ ژوئیهٔ ۱۹۴۹) هنرپیشه و کارگردان اهل ژاپن است. از فیلم‌ها یا برنامه‌های تلویزیونی که وی در آن نقش داشته‌است می‌توان به آخرین سامورایی، بی‌باک اشاره کرد.

## جوایز
- چهلمین جایزه روبان آبی (۱۹۹۷) - جایزه کارگردان "Bounce ko GALS "
- بیست و هشتمین جوایز فیلم ورزشی نیکان، جایزه یوجیرو ایشیهارا (۲۰۱۵) -- جایزه کارگردان "طولانی‌ترین روز ژاپن" "کاکه‌کومی"[۱]
- سی و نهمین جایزه آکادمی ژاپن ("طولانی‌ترین روز ژاپن") [الف]
  - جایزه کارگردان برجسته
  - جایزه فیلمنامه عالی
- هفتادمین دوره جوایز فیلم ماینیچی -جایزه فیلمنامه " کاکه‌کومی "[۳]

## فیلم‌شناسی

### کارگردانی
- خداحافظ، فلیکر دوست فیلم تابستان هندی (۱۹۷۹) -- کارگردان / فیلمنامه
- Windy (۱۹۸۴) -- کارگردان / فیلمنامه مشترک
- قرار گرفتن در معرض نامناسب ۱/۲۵۰ ثانیه خارج از تمرکز (۱۹۸۵) -- کارگردان / فیلمنامه مشترک -- فیلم تلویزیونی. در سال ۲۰۱۶، هیتوشی اوهن نوشت: «اسکوپ! ] به عنوان بازسازی.
- PARIS-DAKAR 15000 Challenge to Glory (۱۹۸۶) --کارگردان/فیلمنامه
- Onyanko The Movie Crisis Ippatsu! (۱۹۸۶) --کارگردان / فیلمنامه
- خداحافظ محبوب من (۱۹۸۷) - کارگردان / فیلمنامه مشترک
- Gunhed (۱۹۸۹) -کارگردان / فیلمنامه مشترک
- کویر نقاشی شده (۱۹۹۴)-کارگردان/فیلمنامه مشترک
- KAMIKAZE TAXI (۱۹۹۵) --کارگردان / فیلمنامه [نکته ۱]
- عیب‌یاب (۱۹۹۵) -- کارگردان / فیلمنامه
- Rowing Through (۱۹۹۶) -- کارگردان / فیلمنامه مشترک
- Bounce ko GALS (۱۹۹۷) --کارگردان/فیلمنامه
- جزایر خوردگی مالی [نفرین] (۱۹۹۹)
- Inugami INUGAMI (۲۰۰۱) -- کارگردان / فیلمنامه
- عجله کن! حادثه Asama Sanso (۲۰۰۲) --کارگردان / فیلمنامه
- The Suicide Song (۲۰۰۷)-کارگردان/فیلمنامه
- روح سایه (۲۰۰۷) -- کارگردان / فیلمنامه
- شوق صعود (۲۰۰۸)-کارگردان/فیلمنامه مشترک
- خاطرات مادر من (۲۰۱۲) --کارگردان / فیلمنامه
- RETURN Hard Version (۲۰۱۳) -کارگردان / فیلمنامه / اصلی
- کاکه‌کومی (۲۰۱۵) --کارگردان / فیلمنامه
- امپراتور در آگوست (طولانی‌ترین روز ژاپن) (۲۰۱۵)-کارگردان/فیلمنامه
- سکیگاهارا (2017)[۵]
- قتل برای دادستانی (۲۰۱۸)-کارگردان/فیلمنامه
- باراگاکی: سامورایی شکست ناپذیر (۲۰۲۱) -- کارگردان / فیلمنامه[۶]

### بازیگری
- آخرین سامورایی (۲۰۰۳، همکاری

مشترک آمریکا - نیوزیلند - ژاپن) - نقش اومورا
- بی‌باک (۲۰۰۶، همکاری مشترک هنگ کنگ - آمریکا) --آقای میتا

## یادداشت
1. ↑  او همچنین برنده جایزه بهترین فیلم نیز شد.[۲]。